# هيروتو موريوكا
هيروتو موريوكا (باليابانية: 諸岡 裕人) (مواليد 4 يناير 1997) هو لاعب كرة قدم ياباني.

## وصلات خارجية
- هيروتو موريوكا على موقع رابطة كرة القدم اليابانية للمحترفين (اليابانية)
- هيروتو موريوكا على موقع قاعدة بيانات كرة القدم.إي يو (الإنجليزية)
- هيروتو موريوكا على موقع Soccerway.com (الإنجليزية)